# Elisabeth Söderström

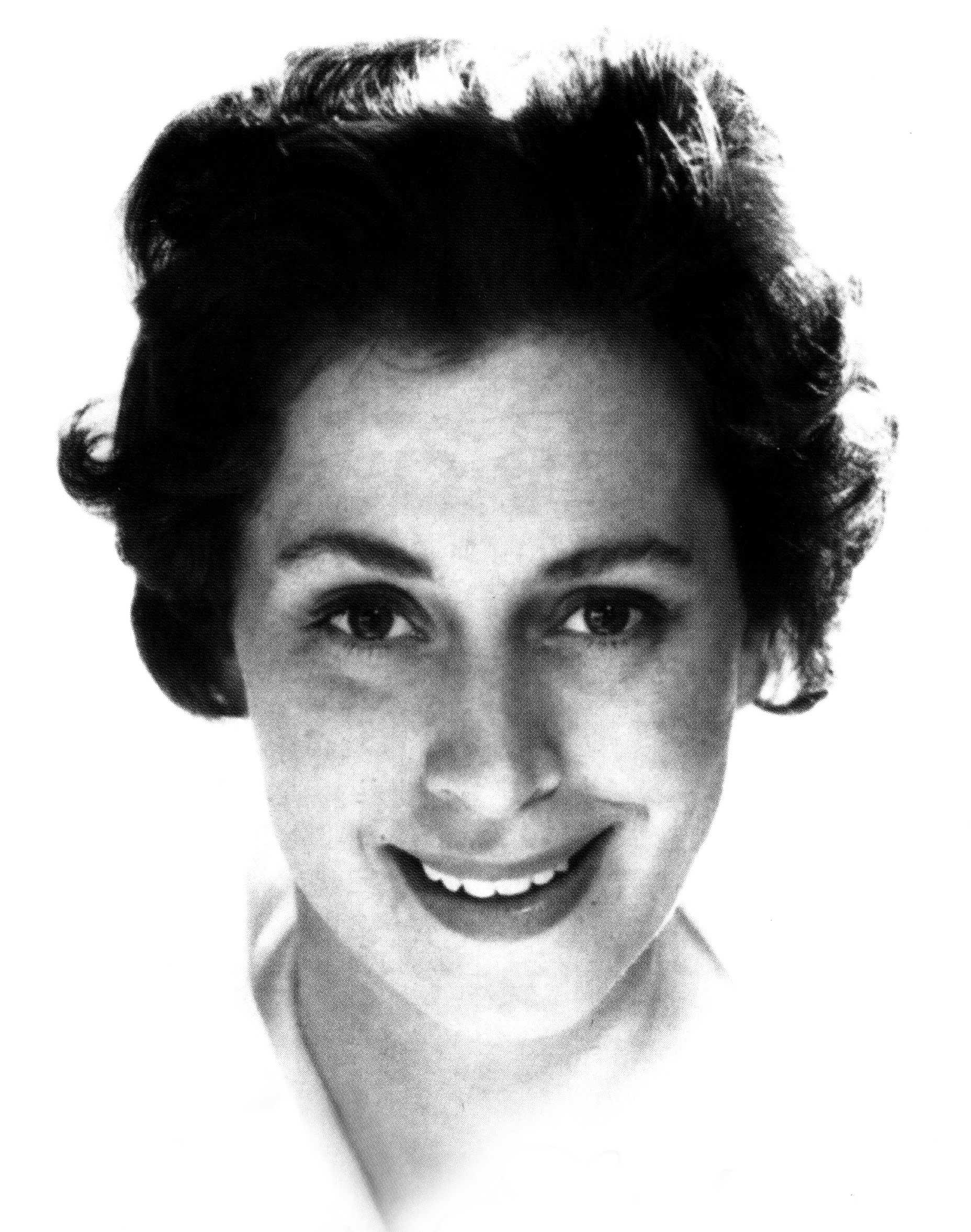
Elisabeth Söderström

Elisabeth Söderström (7. Mai 1927 in Stockholm – 20. November 2009 ebenda) war eine schwedische Opern- und Konzertsängerin (Sopran).

## Leben
Elisabeth Söderström, die Tochter des Direktors Emanuel Söderström und der Russin Anna Palasova, nahm zuerst privaten Gesangsunterricht bei Adelaïde von Skilondz, bevor sie von 1947 bis 1949 die Königliche Musikakademie in Stockholm besuchte. Ihr Debüt gab sie 1947 als Bastienne in Bastien und Bastienne am Schlosstheater Drottningholm, wo sie 1948 auch in Le tableau parlant von Grétry auftrat. Im Laufe ihrer Karriere kehrte sie noch oft an dieses Theater zurück, das sie 1993–1996 auch leitete.
1949 konnte Söderström ihre ersten großen Erfolge an dem Opernhaus feiern, dem sie als Mitglied bis 1980 angehörte: der Königlichen Oper Stockholm. Hier wirkte sie in der Uraufführung von Heinrich Sutermeisters Der rote Stiefel am 22. November 1951 und in den Stockholmer Erstaufführungen von Katja Kabanowa (1976), Die Sache Makropulos (1965) und Doktor Faust (1969) mit. Zu ihrem Repertoire zählte auch die Pamina in der Die Zauberflöte, der Octavian (später auch die Marschallin) im Rosenkavalier, die Titelrolle in Charpentiers Louise, die Traviata, die vier Sopranpartien in Hoffmanns Erzählungen und die Regina in der schwedischen Erstaufführung von Mathis der Maler. 1957 bis 1979 interpretierte Söderström zahlreiche Rollen bei den Festspielen von Glyndebourne, so den Komponisten in Ariadne auf Naxos, den Octavian im Rosenkavalier, die Gräfin in Capriccio und die Christine in Intermezzo, die Susanna in Le nozze di Figaro, die Leonore in Fidelio und die Elisabeth Zimmer in Elegie für junge Liebende von Henze. 1959 war sie erstmals zum Edinburgh Festival eingeladen, wo sie 1974 in der Titelrolle von Jenůfa und 1992 in Poulencs La Voix humaine auftrat.
Bei den Salzburger Festspielen sang sie 1955 den Ighino in Palestrina. Es folgten Auftritte an allen großen europäischen Opernhäusern. Die Saison 1959/60 brachte ihr mit der Susanna in Figaros Hochzeit das Debüt an der Metropolitan Opera, an der sie bis 1964 regelmäßig auftrat. 1983 kehrte sie wieder für vier Spielzeiten an dieses Haus zurück, zu Beginn mit ihrem Auftritt im Jubiläumsabend zum 100-jährigen Bestand der „Met“ als Marschallin im Finale des Rosenkavalier mit Kathleen Battle und Frederica von Stade. In weiteren Rollen verkörperte sie die Gräfin in Figaros Hochzeit und die Ellen Orford in Peter Grimes. 1999 gab Söderström hier mit der Gräfin in Pique Dame ihre offizielle Abschiedsvorstellung von der Opernbühne.
Seit dem Gastspiel der Stockholmer Oper an der Covent Garden Oper 1960 war sie dort ebenfalls oft zu hören, so in der modernen schwedischen Oper Aniara von Blomdahl, als Fiordiligi in Così fan tutte und mit besonderem Erfolg 1969 als Mélisande in Pelléas et Mélisande. Bei Uraufführungen an der Stockholmer Oper wirkte sie 1970 als Laura in der Oper Hus med dubbel ingang von Hilding Rosenberg und 1978 als Clitoria in Le Grand Macabre mit. 1988 sang sie an der Oper von Dallas in der Uraufführung der Oper The Aspern Papers von Dominick Argento, 1992 in Stockholm in der schwedischen Erstaufführung. Höhepunkte ihres breitgefächerten Opernrepertoires waren die Marguerite im Faust, die Marie in Wozzeck, die Traviata und die drei Frauenrollen – Marschallin, Sophie und Octavian – im Rosenkavalier.

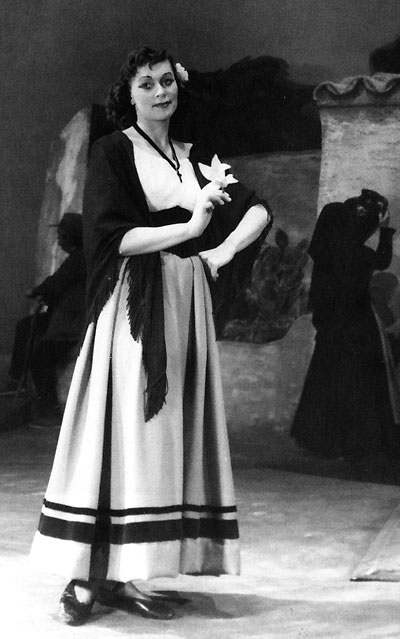
Lola in Cavalleria rusticana, Königliche Oper Stockholm, 1954

 Gleichzeitig war sie auch eine bedeutende Konzertsängerin und seit ihrem ersten Liederabend 1947 in Stockholm auch eine weltweit gefeierte Liedinterpretin. Dabei trat sie seit 1958 auch öfters mit der schwedischen Altistin Kerstin Meyer in Duetten auf. Ihre Autobiographie veröffentlichte Söderström 1978 unter dem Titel I min Tonart. 1991–96 war sie die musikalische Direktorin der Drottningholmer Festspiele. Seit 1950 war sie mit Sverker Olow verheiratet und lebte in Lidingö.

## Auszeichnungen
- Verleihung des Titels „Schwedische Hofsängerin“ 1959.
- Mitglied der Stockholmer Musikakademie 1965.
- Verleihung des Ordens „Litteris et Artibus“ 1969.
- Komtur des Ordre des Arts et des Lettres 1973.
- Verleihung des Professorentitels 1996.